# Ричвуд (тауншип, Миннесота)
Ричвуд (англ. Richwood) — тауншип в округе Бекер, Миннесота, США. На 2000 год его население составило 610 человек.

## География
По данным Бюро переписи населения США площадь тауншипа составляет 93,2 км², из которых 88,3 км² занимает суша, а 4,9 км² — вода (5,23 %).

## Демография
По данным переписи населения 2000 года здесь находились 610 человек, 225 домохозяйств и 177 семей.  Плотность населения —  6,9 чел./км².  На территории тауншипа расположено 246 построек со средней плотностью 2,8 построек на один квадратный километр. Расовый состав населения: 92,13 % белых, 0,82 % афроамериканцев, 3,93 % коренных американцев, 0,33 % c Тихоокеанских островов и 2,79 % приходится на две или более других рас.
Из 225 домохозяйств в 33,8 % воспитывались дети до 18 лет, в 71,1 % проживали супружеские пары, в 2,7 % проживали незамужние женщины и в 21,3 % домохозяйств проживали несемейные люди. 16,4 % домохозяйств состояли из одного человека, при том 7,6 % из — одиноких пожилых людей старше 65 лет. Средний размер домохозяйства — 2,71, а семьи — 3,02 человека.
27,0 % населения — младше 18 лет, 7,4 % — в возрасте от 18 до 24 лет, 27,2 % — от 25 до 44, 28,4 % — от 45 до 64, и 10,0 % — старше 65 лет. Средний возраст — 38 лет. На каждые 100 женщин приходилось 110,3 мужчин.  На каждые 100 женщин старше 18 приходилось 107,0 мужчин.
Средний годовой доход домохозяйства составлял 43 125 долларов, а средний годовой доход семьи —  47 083 доллара. Средний доход мужчин —  29 125  долларов, в то время как у женщин — 21 250. Доход на душу населения составил 18 149 долларов. За чертой бедности находились 7,5 % семей и 14,6 % всего населения тауншипа, из которых 28,9 % младше 18 и 7,8 % старше 65 лет.